# Командир корабля

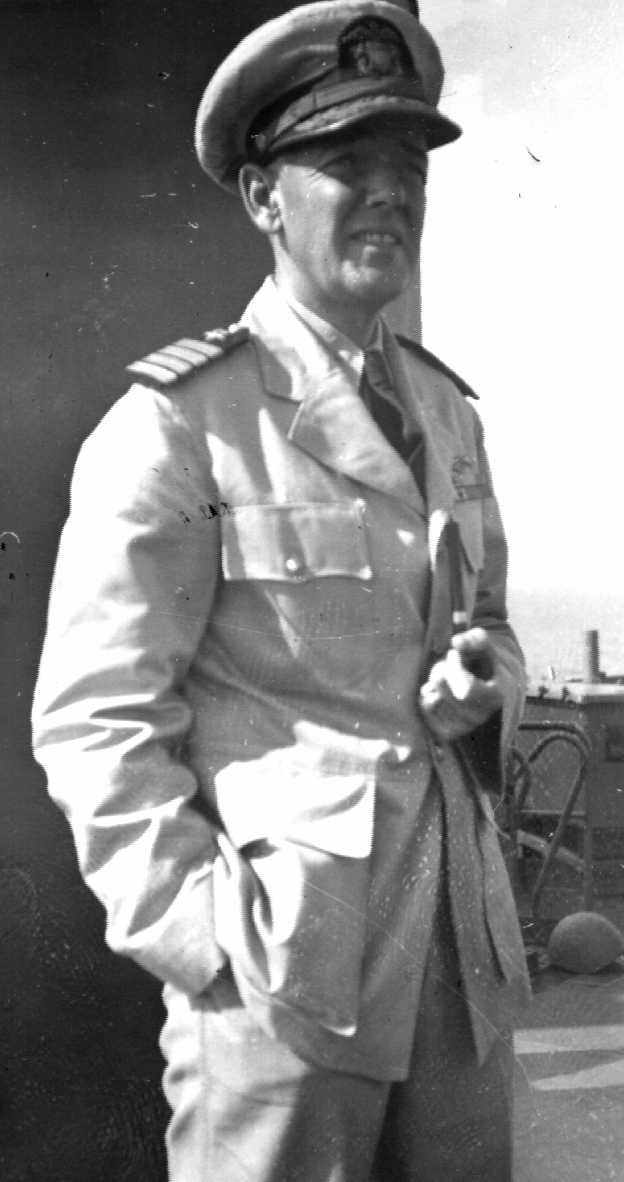
Командир корабля «Одюбон»

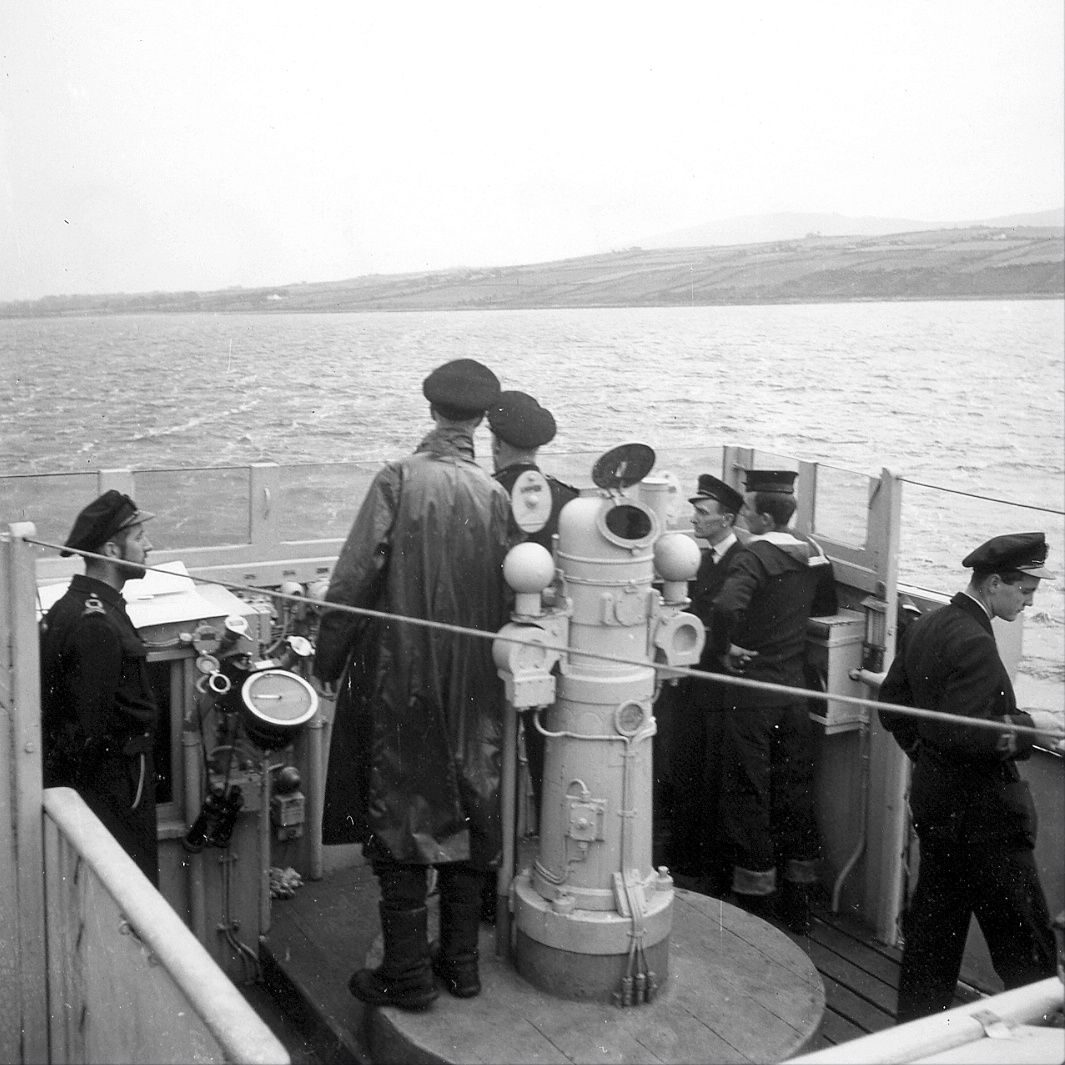
Командир корвета типу «Флавер»

Командир корабля — командна посада у військово-морських силах багатьох країн світу, а також у деяких Повітряних силах певних держав. Командир корабля є прямим начальником усього особового складу корабля. Відповідає за постійну бойову готовність, безпеку плавання, застосування зброї та технічних засобів, за оборону корабля та інші питання, визначені відповідними статутами.

## Поділ командирів корабля
- Командир корабля 1-го класу (лінійний корабель, крейсер, атомний підводний човен) водотоннажністю понад 5 тис. т) має звання капітана 1-го рангу.
- Командир корабля 2-го класу (есмінець, сторожовий корабель або фрегат водотоннажністю від 1 500 до 5 000 т) зазвичай має звання капітана 2-го рангу.
- Командир корабля 3-го класу (малий ракетний корабель, малий протичовновий корабель або корвет, тральщик водотоннажністю від 500 до 1 500 т) зазвичай має звання капітана 3-го рангу.
- Командир корабля 4-го класу (катер водотоннажністю від 100 до 500 т) зазвичай має звання капітан-лейтенанта або лейтенанта.

## Особливості
- Капітан залишає корабель останнім